# Žofie Pomořanská
Žofie Pomořanská, dánsky: Sophie af Pommern, (1498, Štětín – 13. května 1568, Kiel), byla jako manželka dánského krále Frederika I., dánskou a norskou královnou v letech 1523–1533.

## Biografie

### Původ, mládí
Žofie se narodila jako nejstarší dcera pomořanského knížete Bohuslava X. (1454–1523) a jeho manželky, polské princezny Anny Jagellonské (1476–1503), dcery polského krále Kazimíra IV.
Dne 9. října roku 1518 se v Kielu jako patnáctiletá provdala za ovdovělého dánského prince Frederika, čtvrtého syna dánského krále Kristiána I. a jeho manželky Dorotey Braniborské (Frederikova první manželka Anna Braniborská zemřela v roce 1514). Frederik se stal po smrti svého staršího bratra Jana I. králem jako Frederik I. Dánský a 13. srpna roku 1525 byla Žofie v kodaňské katedrále spolu se svým manželem korunována dánskou královnou. Stala se i královnou Norska, v této zemi však nikdy korunována nebyla. Po korunovaci dostala k doživotnímu užívání ostrovy Lolland a Falster a zámky v Kielu a Plön.

### Spory o majetek
O životě královny není mnoho známo, kromě toho, že vedla dlouholetý spor se svým pastorkem Kristiánem III., následníkem jejího manžela na dánském trůnu, o své majetky na ostrovech Lolland i Falster. Vztahy mezi nimi se zhoršily, když nový král přinutil královnu-vdovu opustit zámek Gottorp a přesídlit do Kielu. Majetkové spory se táhly celá léta a po smrti Kristiána III. je vedl dál jeho syn Frederik II. Královna Žofie zemřela v roce 1568 a byla pohřbena v katedrále v Šlesviku po boku svého manžela.

### Potomci
Z manželství Žofie a Frederika se narodilo šest dětí:
- Jan II. (1521–1580), vévoda Schleswig-Holstein-Haderslev
- Alžběta (1524–1586), manželka Ulricha III. Meklenburského (1527–1603)
- Adolf I. (1526–1586), vévoda Schleswig-Holstein-Gottorf, manžel princezny Kristýny Hesenské (1543–1604)
- Anna (1527–1535)
- Dorotea (1528–1575), manželka Kryštofa Meklenburského (1537–1592)
- Frederik (1532–1556), biskup Hildesheim a Šlesviku